# Nikołaj Bułganin
Nikołaj Aleksandrowicz Bułganin (ros. Николай Александрович Булганин, ur. 30 maja?/11 czerwca 1895 w Niżnym Nowogrodzie, zm. 24 lutego 1975 w Moskwie) – radziecki wojskowy, działacz partyjny, polityk, urzędnik i ekonomista narodowości rosyjskiej, marszałek Związku Radzieckiego (w 1958 roku zdegradowany do generała pułkownika), premier RFSRR (1937–1938), prezes Banku Państwowego ZSRR (1938–1940, 1958), wicepremier ZSRR (1938–1940), minister sił zbrojnych ZSRR (1947–1949), minister obrony ZSRR (1953–1955), premier ZSRR (1955–1958), członek Komitetu Centralnego KPZR i Biura Politycznego KC KPZR. Jeden z najpotężniejszych dygnitarzy Związku Radzieckiego późnych rządów Stalina (którego był wiernym człowiekiem) i lat pięćdziesiątych, członek wewnątrzpartyjnej opozycji przeciw Chruszczowowi, po jej klęsce usunięty z kierownictwa państwa i ważnych stanowisk, wpływów nigdy nie odzyskał. Uczestnik rewolucji październikowej, wojny domowej w Rosji i II wojny światowej.

## Życiorys

### Dzieciństwo i młodość
Urodził się 11 czerwca (30 maja według kalendarza juliańskiego) 1895 w Niżnym Nowogrodzie w rodzinie urzędniczej. W 1917 wstąpił do Socjaldemokratycznej Partii Robotniczej Rosji. W następnym roku został powołany do Nadzwyczajnej Komisji do Walki z Sabotażem i Kontrrewolucją, gdzie służył do 1922.

### Dwudziestolecie międzywojenne
Po zakończeniu wojny domowej w Rosji i ustabilizowaniu władzy bolszewików pełnił nomenklaturowe funkcje kierownicze w zarządzie sieci elektrycznych. W latach 1927–1931 pełnił funkcję dyrektora odpowiedzialnego za zaopatrzenie Moskwy w prąd elektryczny. W latach 1931–1937 był przewodniczącym egzekutywy Moskiewskiego Komitetu WKP(b). Od 1937 pełnił funkcję premiera Rosyjskiej Federacyjnej Socjalistycznej Republiki Radzieckiej. Od 1938 członek Komitetu Centralnego WKP(b), a od sierpnia 1938 wicepremier Związku Radzieckiego. W tym okresie był również prezesem Banku Państwowego ZSRR.

### II wojna światowa
W czasie II wojny światowej Bułganin odgrywał istotną rolę w rządzie radzieckim, a także w Armii Czerwonej. Nadano mu stopień wojskowy generała pułkownika (generała trzygwiazdkowego), mimo iż nigdy nie był dowódcą frontowym. Zasiadał w Państwowym Komitecie Obrony. Pełnił też funkcję zastępcy Ludowego Komisarza Obrony. Był de facto głównym agentem Józefa Stalina w Sztabie Generalnym Armii Czerwonej. W 1944 był pełnomocnikiem rządu radzieckiego przy PKWN.

### Schyłkowy okres stalinizmu
Nikołaj Bułganin uchodził za zaufanego człowieka Józefa Stalina. W 1946 został mianowany Marszałkiem Związku Radzieckiego. Został też wówczas zastępcą członka Biura Politycznego KC WKP(b). W 1947 zastąpił Józefa Stalina na stanowisku ministra obrony ZSRR. W następnym roku został członkiem Biura Politycznego KC KPZR. Obok Nikity Chruszczowa i Gieorgija Malenkowa mógł wziąć udział w kierowanym przez Ławrientija Berię spisku na życie dyktatora, zakończonym jego śmiercią na przełomie lutego i marca 1953. Miał wówczas zapewnić spiskowcom co najmniej życzliwą neutralność armii.

### Okres poststalinowski
Po śmierci Józefa Stalina w 1953 roku Bułganin pełnił funkcję ministra obrony w rządzie Gieorgija Malenkowa. Potem jednak poparł Nikitę Chruszczowa w lutym 1955 w jego walce o władzę z „malenkowcami”. Bułganin zastąpił usuniętego z władz państwowych Malenkowa na stanowisku premiera w lutym 1955, gdy Chruszczow odniósł zwycięstwo. Początkowo popierał Chruszczowa w jego polityce umiarkowanej destalinizacji. W połowie lat pięćdziesiątych odbył z Chruszczowem podróże dyplomatyczne do Wielkiej Brytanii, Indii i Jugosławii. Później jednak Bułganin sprzymierzył się z przeciwną destalinizacji, kierowaną przez Wiaczesława Mołotowa tzw. „starą gwardią bolszewicką” starającą się o usunięcie Chruszczowa. W czerwcu 1957, w okresie największego nasilenia walki o władzę w Związku Radzieckim zajmował stanowisko chwiejne. W marcu 1958 na sesji Rady Najwyższej ZSRR Chruszczowowi udało się ugruntować swoje stanowisko w radzieckim aparacie partyjno-państwowym. W rezultacie Bułganina zwolniono z funkcji premiera. Został wówczas mianowany prezesem Banku Państwowego ZSRR, tj. trafił na to samo stanowisko, które pełnił przed dwudziestu laty. Jednakże we wrześniu tego roku Bułganin został usunięty z Komitetu Centralnego KPZR i pozbawiony stopnia marszałka Związku Radzieckiego, a następnie zesłany do Stawropola, gdzie przydzielono mu mało znaczącą funkcję przewodniczącego Regionalnego Komitetu Ekonomicznego. Niedługo ją jednak pełnił, gdyż w lutym 1960 wysłano go na „zasłużoną emeryturę”. Zmarł 24 lutego 1975 w Moskwie i został pochowany na Cmentarzu Nowodziewiczym.

## Awanse
- generał porucznik – 6 grudnia 1942
- generał pułkownik – 29 lipca 1944
- generał armii – 18 listopada 1944
- marszałek Związku Radzieckiego – 3 listopada 1947
- postanowieniem Prezydium Rady Najwyższej ZSRR z 26 listopada 1958 zdegradowany do stopnia generała pułkownika

## Odznaczenia
- Medal „Sierp i Młot” Bohatera Pracy Socjalistycznej (10 czerwca 1955)
- Order Lenina – dwukrotnie (1931, 1955)
- Order Czerwonego Sztandaru – dwukrotnie (1943)
- Order Suworowa I klasy (1945)
- Order Suworowa II klasy (1943)
- Order Kutuzowa I klasy – dwukrotnie (1943, 1944)
- Order Czerwonej Gwiazdy – dwukrotnie (1935, 1953)
- Tuwiński Order Republiki (3 marca 1942)
- Krzyż Wielki Orderu Wojennego Virtuti Militari (Polska)[3]
- Order Krzyża Grunwaldu I klasy (Polska, 13 lipca 1945)[4]

Ponadto odznaczony 9 medalami ZSRR oraz 5 orderami zagranicznymi.